# De Dellen (waterschap)
De Dellen, ook wel Deljer Molenpolder genoemd, is een voormalig waterschap in de provincie Groningen.
Het schap lag ten noordwesten van 't Waar. De noordoostgrens lag bij het Westerhamrikkermaar, de zuidoostgrens bij het Termunterzijldiep en de Hoofdweg, de zuidwestgrens lag, ten zuiden van het Kleine Maar 600 m westelijk van de Zwaagweg en ten noorden van het maar zo'n 400 m westelijk van deze weg en de noordwestgrens lag langs het Hondhalstermaar (de Hardeweg, de Zwaagweg en de weg De Dellen).
De Deljer polder (1857) werd bemalen door een molen uit 1793, gebouwd door de Participanten van de Dellen. Deze molen sloeg uit op het Westerhamrikkermaar. Mogelijk was dit in 1832 nog een spinnekopmolen. Een deel van het gebied werd al eerder door een kleine molen drooggemalen. Vanouds liet men het water op een natuurlijke wijze wegstromen in het Termunterzijldiep. Een klepduiker of klief zorgde ervoor dat het water niet terugstroomde.
De molen brandde in 1855 af en werd toen vernieuwd. In 1907 werd naast de molen een stoomgemaal gebouwd. De molen De Dellen bestaat nog steeds, maar is verplaatst naar een locatie in de voormalige Walstermolenpolder aan het Termunterzijldiep.
Waterstaatkundig gezien ligt het gebied sinds 2000 binnen dat van het waterschap Hunze en Aa's.
De Delden moet niet worden verward met de Westersche Molenpolder onder Nieuwolda, ook wel de Oude Deljerpolder genoemd, die in 1890 is opgegaan in het het waterschap Weerdijk.